# آنورا
آنورا (به اسپانیایی: Añora) یک دهستان در اسپانیا است که در استان کوردوبا (اسپانیا) واقع شده‌است. آنورا ۱۱۱ کیلومتر مربع مساحت و ۱٬۵۵۵ نفر جمعیت دارد و ۶۲۴ متر بالاتر از سطح دریا واقع شده‌است.